# Koji Igarashi
Koji Igarashi  ( 五十嵐 孝司?, Igarashi Kōji), conosciuto anche con il soprannome IGA (17 marzo 1968) è un autore di videogiochi giapponese, ex impiegato di Konami Corporation e storico produttore della serie Castlevania.
La sua prima partecipazione alla saga di Akumajou Dracula è in veste di assistente alla regia per Castlevania: Symphony of the Night (Gekka no Yasōkyoku). Successivamente partecipa attivamente come produttore alla serie, seguendo e dirigendo direttamente i recenti capitoli di Akumajou Dracula: Castlevania: Dawn of Sorrow, Castlevania: Portrait of Ruin e Castlevania: Order of Ecclesia. Nel 2014 ha lasciato Konami per mettersi in proprio, affermando che continuerà a sviluppare giochi nello stile "Metroidvania" col suo nuovo studio ArtPlay.

## Biografia

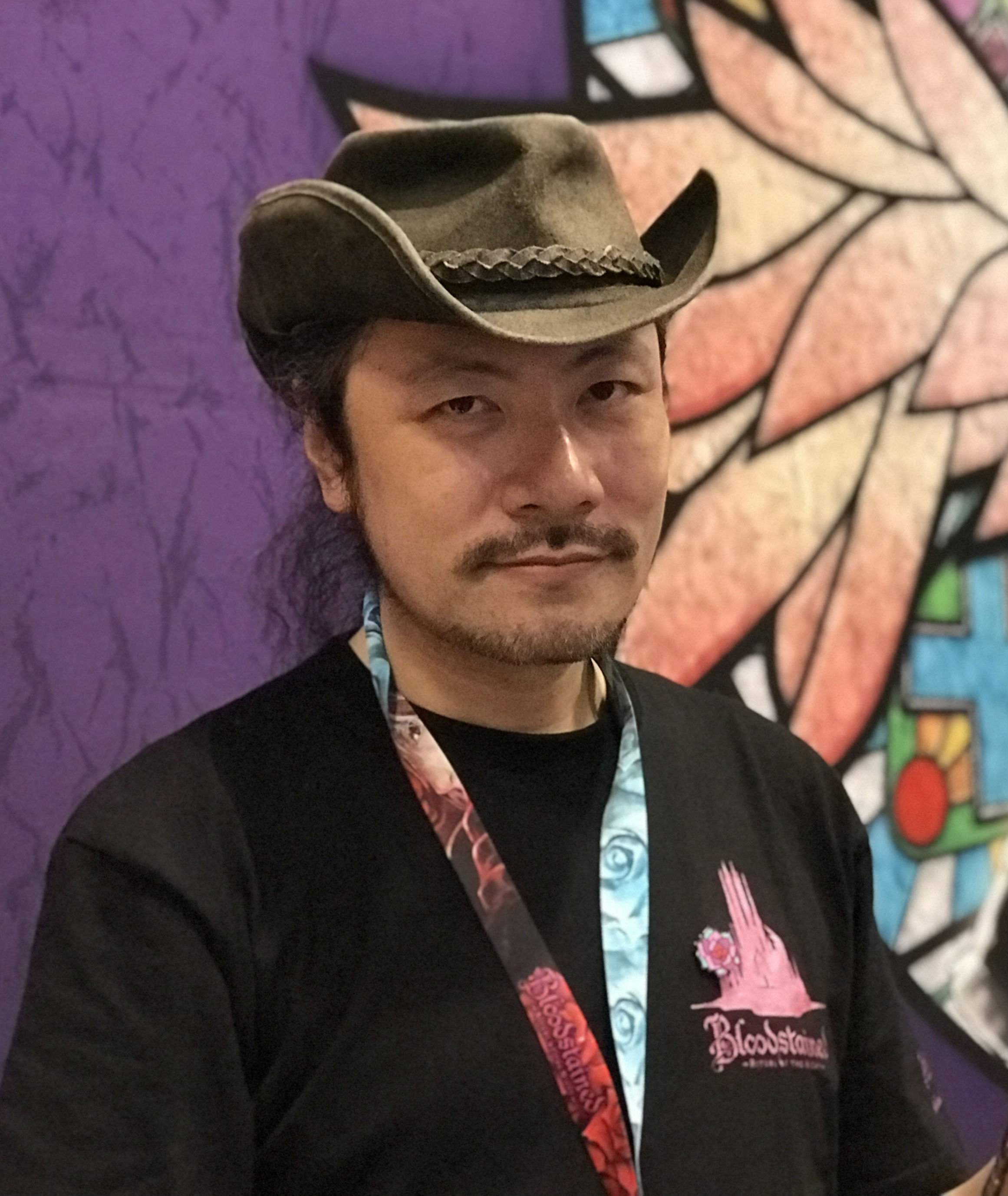
Koji Igarashi fotografato da Luigi Novi

Dopo la laurea, Igarashi iniziò a lavorare in Konami. Il suo primo progetto fu programmare un gioco di simulazione per il dipartimento dei software educativi. Il gioco sarebbe stato una simulazione aziendale e il team prese ispirazione dalla serie Fire Emblem, ma dopo 12 mesi il gioco venne cancellato. Si trasferì poi a un'altra divisione e ha lavorò alla programmazione dei nemici per la versione PC Engine di Detana!! Twinbee. In seguito si occupò in veste di programmatore e sceneggiatore per Tokimeki Memorial, un simulatore di appuntamenti per il Super CD-ROM² System di PC Engine. La sua ragazza dell'epoca, che sarebbe poi divenuta sua moglie, era un'impiegata della Konami che lavorava a Castlevania: Rondo of Blood. Igarashi, in seguito, informò il suo capo che non aveva alcun desiderio di lavorare su un sequel di Tokimeki Memorial e chiese un trasferimento dipartimentale. Le forti vendite del gioco spinsero il suo capo ad accettare e Igarashi richiese di unirsi al team di sviluppo di Castlevania.
Igarashi iniziò quindi a lavorare su un set di giochi Castlevania per Sega 32X. Tuttavia, il gioco venne cancellato poiché Konami spostò la sua attenzione verso la PlayStation in seguito all'insuccesso della console. Il successivo progetto di Igarashi fu Castlevania: Symphony of the Night, dove prese parte alla scrittura e alla programmazione degli scenari. A metà della produzione del gioco, il director Toru Hagihara ricevette una promozione aziendale, che portò Igarashi a diventare assistente alla regia per completare il gioco. Esso venne ben accolto dalla critica e in seguito avrebbe influenzato il genere "Metroidvania", sebbene non abbia totalizzato numerose vendite.
Dopo l'uscita di Symphony of the Night, Igarashi divenne director del gioco di ruolo per PlayStation del 2000 Elder Gate. Igarashi avrebbe in seguito affermato di essere stato motivato a creare il gioco poiché aveva giocato ad altri giochi con una trama pesante, e che voleva creare un gioco che potesse essere giocato in qualsiasi momento e che potesse sembrare fresco ogni volta che ci si giocava. Il gioco ha ricevuto un punteggio di 22 su 40 dalla rivista Famitsū.

## Videogiochi
| Anno | Titolo                                | Editore      | Ruolo                                            |
| ---- | ------------------------------------- | ------------ | ------------------------------------------------ |
| 1992 | Detana!! TwinBee                      | Konami       | Programmatore                                    |
| 1992 | Gradius II                            | Konami       | Programmatore                                    |
| 1993 | Castlevania: Rondo of Blood           | Konami       | Ringraziamenti speciali                          |
| 1994 | Tokimeki Memorial                     | Konami       | Sceneggiatore, programmatore                     |
| 1997 | Castlevania: Symphony of the Night    | Konami       | Assistant director, programmatore, sceneggiatore |
| 2000 | Elder Gate                            | Konami       | Director                                         |
| 2001 | Castlevania Chronicles                | Konami       | Produttore                                       |
| 2001 | Castlevania: Circle of the Moon       | Konami       | Promotional                                      |
| 2002 | Castlevania: Harmony of Dissonance    | Konami       | Produttore, sceneggiatore                        |
| 2003 | Castlevania: Aria of Sorrow           | Konami       | Produttore, sceneggiatore                        |
| 2003 | Castlevania: Lament of Innocence      | Konami       | Produttore, sceneggiatore                        |
| 2004 | Nano Breaker                          | Konami       | Produttore                                       |
| 2005 | Castlevania: Dawn of Sorrow           | Konami       | Produttore, sceneggiatore                        |
| 2005 | Castlevania: Curse of Darkness        | Konami       | Produttore, sceneggiatore                        |
| 2006 | Castlevania: Portrait of Ruin         | Konami       | Produttore, sceneggiatore                        |
| 2007 | Castlevania: Order of Shadows         | Konami       | Ringraziamenti speciali                          |
| 2007 | Castlevania: The Dracula X Chronicles | Konami       | Produttore, sceneggiatore                        |
| 2008 | Castlevania: Order of Ecclesia        | Konami       | Produttore                                       |
| 2008 | Castlevania Judgment                  | Konami       | Produttore                                       |
| 2008 | Scribblenauts                         | Konami       | Localizzazione giapponese                        |
| 2009 | Castlevania: The Adventure ReBirth    | Konami       | Produttore                                       |
| 2009 | Castlevania: The Arcade               | Konami       | Ringraziamenti speciali                          |
| 2010 | Castlevania: Harmony of Despair       | Konami       | Produttore                                       |
| 2011 | Otomedius Excellent                   | Konami       | Produttore                                       |
| 2011 | Leedmees                              | Konami       | Produttore                                       |
| 2018 | Bloodstained: Curse of the Moon       | Inti Creates | Produttore, scenario supervisor                  |
| 2019 | Bloodstained: Ritual of the Night     | 505 Games    | Produttore, sceneggiatore                        |
| 2019 | Revolve8: Episodic Duelling           | Sega         | Character draft                                  |
| 2020 | Bloodstained: Curse of the Moon 2     | Inti Creates | Produttore                                       |
| 2021 | R-Type Final 2                        | Granzella    | Ringraziamenti speciali                          |